# We Own the Night (película)
We Own the Night es una película estadounidense escrita y dirigida por James Gray y estrenada en 2007. Se trata, al igual que los dos trabajos anteriores del director, de un drama criminal en el que cobran especial importancia los lazos familiares y supone la segunda colaboración entre Gray y los actores Joaquin Phoenix y Mark Wahlberg, que en esta ocasión ejercen también de productores. La película gira en torno a los conflictos internos de una familia cuyos miembros se encuentran en lados casi opuestos de la ley, y a la transformación personal de uno de los hijos para ocupar el lugar que le corresponde. Por ello, We Own the Night ha sido relacionada con la obra de Shakespeare, así como con la parábola del hijo pródigo. Obtuvo críticas desiguales, sobre todo en Estados Unidos, y recaudó más de 55 millones de dólares estadounidenses en taquilla.
La película se tituló La noche es nuestra en España y Los dueños de la noche en Hispanoamérica. El título original, We Own the Night, proviene del lema de una unidad de la policía de Nueva York disuelta en 2002.

## Sinopsis
En Brooklyn, durante 1988, Bobby Green (Joaquin Phoenix) es el encargado de "El Caribe", un club nocturno frecuentado por el mafioso y narcotraficante ruso Vadim Nezhinski (Alex Veadov). Bobby se ha distanciado de su padre, Burt Grusinsky (Robert Duvall), y de su hermano, Joseph Grusinsky (Mark Wahlberg), ambos destacados miembros del cuerpo de policía de Nueva York, y lleva una vida hedonista y al borde de la legalidad junto a su novia Amada (Eva Mendes). Cuando una unidad de la policía capitaneada por Joseph hace una redada en "El Caribe" esperando así capturar a Vadim, Bobby se niega a cooperar. Este incidente tensa aún más la relación con su padre y su hermano, quienes desaprueban su conducta, y durante su estancia en la comisaría él y Joseph llegan a enzarzarse en una pelea.
La policía no tiene éxito en su operación contra Vadim, y éste, libre, decide vengarse matando a Joseph. El intento de asesinato falla y Joseph sobrevive, aunque su grave estado le obliga a permanecer hospitalizado durante meses. Bobby, profundamente afectado por lo ocurrido, cambia de postura y decide ayudar a la policía trabajando de incógnito para obtener pruebas contra Vadim. Durante la operación, Bobby es descubierto, pero los refuerzos llegan a tiempo para salvarle y arrestar a Vadim. Tras esto, Bobby y Amada entran en el programa de protección de testigos.
Poco después Vadim consigue escapar, y, tras averiguar el paradero de Bobby por medio de un viejo conocido que le traiciona, ordena a sus hombres que se cobren la venganza. Como consecuencia de esto, Burt es asesinado mientras escoltaba a su hijo. Entonces él y Joseph se comprometen a hacer todo lo que sea necesario para capturar a Vadim. Finalmente, Bobby entra en el cuerpo de policía y es él quien acaba matando personalmente a Vadim en una redada.

## Producción
We Own the Night es la tercera película del estadounidense James Gray y llega siete años después del estreno de su anterior trabajo, The Yards. El proyecto surgió de una propuesta del estudio, que pedía una película policiaca que incluyese persecuciones automovilísticas. Gray afirma que la premisa era bastante amplia y que eso fue lo que le llevó a aceptar el trabajo, quizás prevenido por la experiencia de The Yards, cuyo estreno había tenido que retrasarse a causa de un conflicto entre él mismo y el productor Harvey Weinstein después de que este último quedase descontento con el final de la película y exigiese hacer cambios.
El proceso de creación de la película se extendió a lo largo de siete años. Gray empezó a trabajar en el proyecto tan pronto como acabó con The Yards (estrenada en el año 2000), y lo primero que hizo fue pasar unos nueve meses desarrollando el concepto y haciendo investigación (hablando con policías, inmigrantes rusos en Nueva York, etc.). A finales de 2001 empezó con la escritura del guion, que concluiría a mediados de 2003. Posteriormente pasó dos años tratando de conseguir los actores y los fondos, hasta que al fin pudo empezar con la preproducción de la película.
La película fue filmada íntegramente en estudio y en exteriores de la ciudad de Nueva York, y el presupuesto asignado originalmente al proyecto fue de cincuenta millones de dólares, aunque terminó haciéndose por algo más de veinte. Esto afectó considerablemente a la ambientación de época (que en un principio iba a ser muy detallista), y en concreto a escenas como la del club El Caribe, para la que se pretendía usar a miles de extras y al final solo se dispuso de unos quinientos, o como la elaborada persecución automovilística, para cuyo concepto original se requerían diez días de filmación pero a la que finalmente solo se le pudieron asignar cuatro.

## Temática e influencias
La idea original de James Gray era hacer una película que tomara una dirección diferente a la de la mayoría de los policiacos actuales. Una historia "clásica" que no se centrase en el tema de la corrupción policial, y en la que el protagonista pudiera ser considerado "bueno" por los espectadores. Según el autor, la inspiración surgió de una «emotiva» fotografía (publicada en The New York Times) que mostraba el entierro de un policía, y a los asistentes al funeral llorando la pérdida de su compañero.
We Own the Night es un drama de ecos "shakesperianos". En opinión del director, «la mafia es el equivalente moderno de las bandas rivales que aparecían en las obras de Shakespeare». El carácter trágico y la importancia del destino como fuerza que está por encima de los personajes están presentes en el guion. Además, la película está abiertamente inspirada en la obra de teatro Enrique IV, la historia de un hombre que sacrifica su cómodo modo de vida para adquirir una responsabilidad y ocupar su lugar en la historia. También se ha destacado que en la película tienen una gran importancia los lazos familiares, hasta el punto de que las lealtades vienen dadas más por el origen familiar que por la propia confrontación entre el bien y el mal o entre la ley y el crimen.
También se han trazado paralelismos con El padrino, debido a que ambas películas exponen una situación similar: un hijo que reniega de su familia (y de lo que ésta representa) se ve obligado a volver al redil, a aquello de lo que siempre había querido escapar. En un caso, Michael Corleone es un joven prometedor que se sumerge en el mundo de la mafia, y en el otro, Bobby Green es un inmaduro que se redime de cara a la sociedad al entrar en el cuerpo de policía, aunque irónicamente es al hacer "lo correcto" cuando pierde todo lo que tenía. Ambas transformaciones muestran, aunque de manera aparentemente contrapuesta, a un personaje condenado a aceptar su destino, al que se ha visto trágicamente abocado sin pretenderlo.
We Own the Night incluye abundantes referencias autobiográficas, al igual que las anteriores películas de Gray, quien afirma que trata de escribir «sobre lo que conoce». Little Odessa mostraba el mundo del crimen y la vida de los inmigrantes rusos en Brighton Beach, y The Yards estaba basada en parte en las experiencias de su padre, envuelto en un escándalo de corrupción en los 80. En We Own the Night, Gray vuelve al entorno del crimen organizado y a la comunidad de inmigrantes rusos de Brighton Beach, aspectos ambos de los que afirma haber sido testigo durante su juventud.

## Estética
La película intenta recrear el aspecto de los policiacos de los 70, hasta el punto de que, en palabras de su director, la intención era crear un largometraje que se viera «como si hubiese sido una película de hace treinta años que ha sido descubierta y restaurada». Para ello se intentó degradar artificialmente el celuloide de diversas maneras, con la intención de lograr el aspecto deteriorado de las películas antiguas que han perdido contraste.
El director de fotografía fue Joaquin Baca-Assay, un californiano relativamente inexperto que llamó la atención de James Gray al ver éste la película Roger Dodger, ganadora en 2002 del premio del Círculo de Críticos de Nueva York al mejor debut cinematográfico. Ambos vieron docenas de películas para ayudar a definir el aspecto visual que querían para We Own the Night. Entre sus "modelos" se encontraban los clásicos del género The French Connection y El padrino II. Inicialmente no tenían intención del utilizar el Digital intermediate, ya que opinaban que ello reducía demasiado la calidad de la imagen. No obstante, al ver las tomas con efectos especiales que habían sido digitalizadas y darse cuenta de que su aspecto era más «de los 70», cambiaron de opinión.
La película, en determinados planos, también busca asemejarse al estilo pictórico de Caravaggio.

### Localizaciones
Paralelamente a estos aspectos técnicos, para el rodaje en exteriores se buscaron localizaciones que diesen una imagen lo más gris y pobre que fuese posible de Nueva York, una imagen que se correspondiese con el recuerdo que tenía el propio director de su juventud en la ciudad, previamente al "boom" de prosperidad de los últimos años. Es por ello que muchas escenas se rodaron en el Bronx, que sigue siendo todavía una de las zonas de la ciudad más desfavorecidas económicamente.

### La escena de la persecución
Una escena destacada de la película, a nivel visual, es la elaborada persecución de coches, que muchos han relacionado con la que protagoniza Gene Hackman en The French Connection, y en la que Gray admite multitud de influencias pero sobre todo la del clásico japonés Los Siete Samuráis. Gray y Baca-Assay rechazaron la posibilidad de usar la técnica Croma debido al alto coste que suponía, y aunque casi todo se hizo de manera artesanal, la lluvia torrencial que cae en la escena tuvo que simularse digitalmente porque los especialistas opinaban que era demasiado peligroso rodar una persecución de esas características con la carretera mojada. El resultado fue, en opinión de Baca-Assay, «increíble», y muchos críticos destacan la escena, por su inusual ambientación, como uno de los mayores aciertos de la película.

## Banda sonora
La banda sonora de la película combina dos estilos muy diferentes: por un lado una selección de populares canciones de estilo alegre y festivo, y por otro los melancólicos temas instrumentales del veterano compositor polaco Wojciech Kilar. Esta mezcla es, en opinión de algunos críticos, una manera de remarcar el contraste entre el mundo hedonista en el que vive Bobby en la primera parte de la película, y el tormento que sufre tras su proceso de transformación personal. En el repertorio de canciones se encuentran éxitos como «Heart of Glass» (Blondie), «Let's Dance» (David Bowie), «I Ain't Got Nobody» (Louis Prima), etc., la mayoría de ellos anteriores de 1988, año en el que está ambientada la película, hecho que algunos han criticado por considerarlo inapropiado para la ambientación. La música de Kilar, por su parte, usa fundamentalmente instrumentos de cuerda y de viento-madera. Dentro de este bloque también existe un contraste entre las piezas intensas y sombrías dedicadas a Bobby y las más ligeras y desenfadadas asociadas a Joseph, recargándose así una vez más el dramatismo en torno al personaje protagonista.

## Reparto

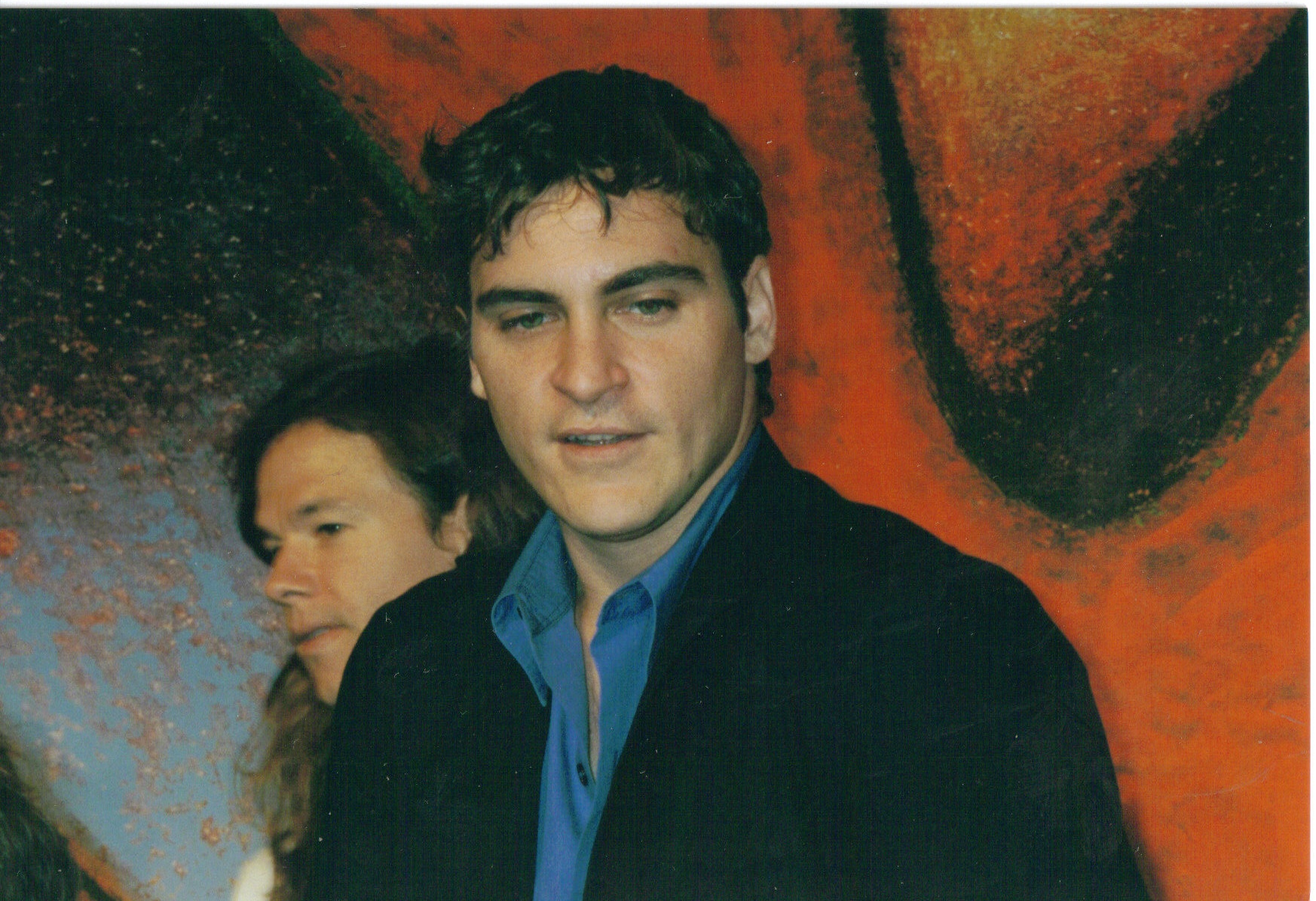
Joaquin Phoenix es el protagonista de la película.

- Joaquin Phoenix como Robert "Bobby" Green/Grusinsky. El puertorriqueño Phoenix interpreta al "hijo pródigo" que oculta su verdadera identidad a los criminales de su entorno para que no sepan que es hijo y hermano de policías. Este papel le ha granjeado a Joaquin Phoenix los mayores elogios recibidos por la película,[9] incluyendo los del propio director, que considera a Phoenix «uno de los actores más talentosos de su generación» y le define como alguien capaz de «mostrar un conflicto interno» ya que «parece estar librando una batalla consigo mismo».[5] En 2008 Phoenix protagonizaría Two Lovers, la que es su tercera colaboración (en tan solo cuatro películas) con James Gray.
- Eva Mendes como Amada Juárez. Hasta esta película, la actriz estadounidense de origen cubano había participado mayoritariamente en papeles de menor calado dramático, pero el director la convenció para que participase en el proyecto tras telefonearla insistentemente durante meses.[5]
- Mark Wahlberg como el capitán Joseph "Joe" Grusinsky. Wahlberg, que solo un año antes había interpretado a otro policía implacable en The Departed (papel por el que recibió una nominación al Oscar), no quería inicialmente participar en esta película a causa de que esperaba el nacimiento de su segundo hijo para apenas un par de semanas antes del comienzo del rodaje. Solo tras mucho insistir el director, Wahlberg accedió a participar.[5]
- Robert Duvall como el subcomisario Albert "Burt" Grusinsky. El veterano Duvall llegó para reemplazar a Christopher Walken, que era el actor escogido inicialmente para el papel y que tuvo que dejar el proyecto por problemas de agenda.[16]
- Alex Veadov como Vadim Nezhinski. Actor neoyorquino de ascendencia rusa (entre otras) que hasta ahora había hecho mayoritariamente papeles pequeños en películas, series de televisión y videojuegos (poniendo su voz).
- Dominic Colon como Freddie. Joven actor latino que en esta película hace uno de sus primeros papeles en el cine.
- Danny Hoch como Louis "Jumbo" Falsetti. Escritor, director de teatro y artista de "performance" estadounidense que trabaja ocasionalmente en el mundo del cine.
- Oleg Taktarov como Pavel Lubyarski. El "oso ruso" (así nombrado a veces debido a su pasado de luchador profesional), hace otro de los pequeños papeles de villano "extranjero" en los que suele prodigarse.
- Moni Moshonov como Marat Buzhayev. El israelí es un veterano actor de teatro, aunque en cine ha trabajado menos. En 2008 repetiría colaboración con Gray, al interpretar al padre del personaje de Joaquin Phoenix en Two Lovers.
- Elena Solovéi como Kalina Buzhayev. Actriz de origen ruso conocida especialmente por sus colaboraciones con Nikita Mikhalkov, y ganadora de un premio en Cannes en 1981.
- Antoni Corone como Michael Solo. Otro actor de carácter y antepasados inmigrantes en cuya carrera abundan los papeles secundarios.
- Craig Walker como Russell De Keifer. También volvería a trabajar con Gray en Two Lovers.
- Tony Musante como el capitán Jack Shapiro. Veterano actor italoestadounidense.

## Recepción
We Own the Night fue exhibida por primera vez el 25 de mayo de 2007 en el Festival Internacional de Cannes, donde figuraba dentro de la sección oficial. El estreno en los Estados Unidos se produjo el 12 de octubre de 2007.

### Recaudación
En su primer fin de semana, la película recaudó 10,8 millones de dólares en 2362 cines a lo largo de Estados Unidos y Canadá, cifra que la convirtió en la tercera película más vista durante ese periodo de tiempo. En total, ha recaudado en todo el mundo casi 55 millones de dólares estadounidenses.
Se puede considerar que ha sido un éxito comercial, ya que Sony Pictures (que estrenó la película a través de su división Columbia Pictures) pagó solo 11 millones de dólares por los derechos de distribución en Norteamérica. Además, a fecha de 25 de junio de 2008, se estimó que la película llevaba recaudados más de 58 millones de dólares gracias al mercado del DVD (22 por ventas y 36 por alquileres
).

### Respuesta de la crítica
We Own The Night llegó a ser abucheada en su estreno en el Festival de Cannes, siendo los críticos estadounidenses los que se mostraron más enérgicos en su desaprobación, y los europeos (y sobre todo franceses) los más favorables a la película. Desde entonces ha recibido críticas desiguales.
Mientras que el potencial dramático y las interpretaciones de los actores han sido en general elogiados, uno de los reproches más repetidos es el que se refiere a la supuesta previsibilidad y falta de originalidad de la película. En relación con esto, y a raíz de una pregunta que le hicieron en Cannes acerca de las similitudes existentes entre sus películas, James Gray ha comentado que «si uno tiene suerte, consigue hacer la misma película una y otra vez». El director también ha dicho que se ríe cuando oye a la gente decir que la película es previsible, ya que ésta «trata acerca del destino», y ha afirmado que no le interesaba innovar en el género, y que de hecho pretendía que We Own The Night tuviese un estilo anticuado. Otros problemas que se le han achacado a la película son un supuesto exceso de solemnidad, que haría excesivo el dramatismo en torno a los destinos de los personajes, y una ética cuestionable que no deja claro si se está haciendo una crítica o una apología de la policía (apología rabiosamente patriótica, según quienes han relacionado el comportamiento de los protagonistas con la ideología de George W. Bush, merced a comentarios como el siguiente a cargo del personaje de Robert Duvall: «O estás con nosotros, o estás con los traficantes»). A esto Gray, que se muestra molesto ante las críticas que considera mal enfocadas, responde que la línea de diálogo anterior es una alusión consciente a Bush (presumiblemente a la popular frase «O estás con nosotros, o estás con los terroristas»), y que el cineasta no tiene necesariamente que estar respaldando las opiniones de sus personajes.
A fecha de 25 de junio de 2008, We Own The Night contaba con un 54 % de comentarios positivos en el sitio web dedicado a la recopilación de críticas Rotten Tomatoes. Roger Ebert, el célebre crítico del Chicago Sun-Times, opina que la película no es demasiado «original», pero destaca «su atmósfera, su intensidad y sus buenas interpretaciones». En España, Carlos Losilla escribe en Cahiers du cinema (edición española) que la película es «una tragedia bíblica» en la que Gray «no juzga ni condena», mientras que Carlos F. Heredero (también en Cahiers) la califica de «fábula moralista» y afirma que el director hace gala de un énfasis excesivo y subraya las motivaciones de los personajes hasta el punto de resultar maniqueo.